# Antoni Kot
Antoni Stefan Kot (ur. 26 marca 1945) – polski piłkarz, występujący na pozycji pomocnika, reprezentant kraju, trener.

## Kariera
Antoni Kot karierę piłkarską rozpoczął w 1962 roku w Odrze Opole, w której występował do 1978 roku wraz z młodszymi braćmi-bliźniakamii: Edwardem i Karolem (ur. 1949) oraz stanowił o sile drużyny Niebiesko-Czerwonych. Debiut w ekstraklasie zaliczył 24 marca 1963 roku w wygranym 1:0 meczu u siebie z Lechią Gdańsk, w którym w drugiej połowie zastąpił Franciszka Stemplowskiego. W sezonie 1963/1964 zakończył z drużyną rozgrywki ligowe na 3. miejscu w ekstraklasie oraz dotarł do półfinału Pucharu Intertoto, w którym Niebiesko-Czerwoni przegrali rywalizację z Polonii Bytom (0:0, 1:2), a w sezonie 1976/1977 po wygranej 2:1 z Widzewem Łódź w finale Pucharu Ligi, rozegranym 18 czerwca 1977 roku na Stadionie Miejskim w Częstochowie wygrał rozgrywki, dzięki czemu drużyna zakwalifikowała się do Pucharu UEFA 1977/1978, w którym zakończyła swój udział po pierwszej rundzie, po wyrównanej, jednak przegranej rywalizacji z naszpikowanym reprezentantami NRD – FC Magdeburg (1:2, 1:1).
Po rundzie jesiennej sezonu 1978/1979, po której Niebiesko-Czerwoni prowadzili w tabeli ligowej, przeniósł się do duńskiego Slagelse B&I, w którym w 1983 roku zakończył piłkarską karierę.
Łącznie w ekstraklasie rozegrał 210 meczów, w których zdobył 24 gole.

## Kariera reprezentacyjna
Antoni Kot swój jedyny mecz w reprezentacji Polski rozegrał 10 października 1971 roku na Stadionie Dziesięciolecia Manifestu Lipcowego w Warszawie, w którym w 46. minucie zastąpił Bronisława Bulę, a Biało-Czerwoni przegrali mecz eliminacyjny mistrzostw Europy 1972 z reprezentacją RFN 1:3.

## Statystyki

### Reprezentacyjne
| Reprezentacja | Rok     | Mecze | Gole |
| ------------- | ------- | ----- | ---- |
| Polska        | 1971    | 1     | 0    |
| Łącznie       | Łącznie | 1     | 0    |

| Mecze i gole w reprezentacji | Mecze i gole w reprezentacji | Mecze i gole w reprezentacji | Mecze i gole w reprezentacji | Mecze i gole w reprezentacji | Mecze i gole w reprezentacji | Mecze i gole w reprezentacji |
| Lp.                          | Data                         | Miasto                       | Przeciwnik                   | Wynik                        | Rozgrywki                    | Uwagi                        |
| ---------------------------- | ---------------------------- | ---------------------------- | ---------------------------- | ---------------------------- | ---------------------------- | ---------------------------- |
| 1.                           | 10.10.1971                   | Warszawa                     | RFN                          | 1:3                          | El. Euro 1972                | od 46'                       |

## Kariera trenerska
Antoni Kot po zakończeniu kariery piłkarskiej rozpoczął karierę trenerską. W latach 1984–1987 prowadził wspólnie najpierw z Ireneuszem Browarskim, potem z dawnym klubowym kolegą – Andrzejem Krupą Odrę Opole (awans do II ligi w sezonie 1986/1987), a następnymi klubami w karierze trenerskiej Kota były: Unia Krapkowice, LKS Jankowy oraz MKS Gogolin.

## Sukcesy

### Zawodnicze
Odra Opole
- 3. miejsce w ekstraklasie: 1964
- Puchar Ligi: 1977
- Półfinał Pucharu Intertoto: 1964
- Mistrzostwo rundy jesiennej: 1979

### Trenerskie
Odra Opole
- Awans do II ligi: 1987

## Życie prywatne
Antoni Kot ma syna Damiana (ur. 1973) – również piłkarza.